# Championnats du monde de cyclisme sur route 2023
Navigation
Wollongong 2022 Zurich 2024
Les Championnats du monde de cyclisme sur route 2023, quatre-vingt-dixième édition des championnats du monde de cyclisme sur route, ont lieu du 5 au 13 août 2023 à Glasgow, en Écosse, au Royaume-Uni,. Le Royaume-Uni accueillera pour la cinquième fois les championnats du monde, quatre ans après le Yorkshire en 2019.
Ces mondiaux sont organisés dans le cadre plus large des championnats du monde de cyclisme UCI 2023 rassemblant tous les quatre ans à partir de 2023 treize championnats du monde de cyclisme dans différentes disciplines (route, piste, VTT...). Cette fusion signifie que les mondiaux sur route doivent abandonner leur date habituelle depuis 1995 de fin septembre ou début octobre pour se retrouver placés deux semaines après le Tour de France, ce qui peut influencer la participation de nombreux coureurs.

## Parcours

### Course en ligne
Pour toutes les courses en ligne, un circuit d'arrivée très technique de 14,3 kilomètres est utilisé, dont la majorité a déjà servi pour les championnats nationaux britanniques sur route de 2013, les Jeux du Commonwealth de 2014 et les championnats d'Europe de cyclisme sur route 2018. Cependant, le circuit commence à George Square plutôt qu'à Glasgow Green. Le circuit se dirige ensuite vers Kelvingrove Park via — entre autres — Queen Street, Argyle Street, Buchanan Street, St. Vincent Street, North Street et Sauchiehall Street. Après avoir quitté le parc, les coureurs passent devant l'Université de Glasgow puis descendent dans le West End à Byres Road. En passant par Kelvingrove Park pour la deuxième fois, le parcours traverse le Park District en revenant vers le centre-ville. Après avoir traversé la ville, les coureurs se dirigent vers Rottenrow, High Street, Ingram Street et George Street avant d'atteindre Montrose Street, une montée de 200 mètres à une pente moyenne de près de 10 %. De là, ils redescendent sur George Square, en passant par la gare de Glasgow Queen Street et Nelson Mandela Square, avant deux virages à gauche à 90 degrés jusqu'à atteindre la ligne droite d'arrivée. Les deux courses sur route juniors se déroulent sur le circuit, les femmes effectuant cinq tours et les hommes neuf tours.
La course en ligne masculine du premier week-end débute à Holyrood Park à Édimbourg pour un parcours total de 271,1 kilomètres, en direction de Fife via le Nouveau pont du Forth. Les coureurs se dirigent ensuite le long du Firth of Forth avant de traverser à nouveau l'estuaire au niveau du Pont du Clackmannanshire dans la zone du conseil de Falkirk. Après avoir traversé Falkirk, Bonnybridge, Denny et Fintry, les coureurs gravissent la Crow Road, une montée de 5.7 kilomètres avec une pente moyenne de 4,2 %. Ensuite, les coureurs descendent à Glasgow via Lennoxtown, Milton of Campsie et Bearsden, entrant dans le circuit final à Byres Road après 119,8 kilomètres. Dix tours complets du circuit sont au programme avant l'arrivée de la course, après 3570 mètres de dénivelé total.
Les courses sur route masculines des moins de 23 ans et féminines du deuxième week-end débutent toutes deux sur les rives du Loch Lomond, à Balloch. La course suit la route A811 dans le parc national du Loch Lomond et des Trossachs jusqu'à Gartocharn et Drymen, avant de passer par Balfron et Fintry, puis de rejoindre le même parcours que la course masculine à partir de Crow Road. Les deux courses entrent dans le circuit final après 60 kilomètres de course. Les femmes effectuent six tours complets du circuit pour une distance totale de 154,1 kilomètres et 2 229 mètres de dénivelé total, Les hommes de moins de 23 ans effectuant un tour supplémentaire, pour une distance totale de 168,4 kilomètres et 2436 mètres de dénivelé total,.

### Contre-la-montre
Le relais mixte du contre-la-montre par équipes se déroule sur deux tours d'un circuit de 20,15 kilomètres, qui commence sur Argyle Street et suit le circuit utilisé dans les courses en ligne jusqu'à Byres Road. Par la suite, l'itinéraire s'étend sur la route A82 entre Hillhead et Kelvinside, les coureurs rejoignent ensuite le circuit d'origine jusqu'à High Street. Une boucle supplémentaire dans et autour de Glasgow Green emmène les coureurs le long de la rivière Clyde et rejoint le circuit d'origine via le Saltmarket.
Toutes les courses de contre-la-montre individuelles se déroulent sur trois jours à Stirling et dans les environs. Elles se terminent au Château de Stirling. Le premier jour, la course masculine des moins de 23 ans a lieu sur un parcours de 36,4 kilomètres, en suivant la route A811 de Stirling vers Gargunnock. Après un virage à droite, l'itinéraire se dirige vers le Blair Drummond Safari Park depuis le sud, avant de bifurquer vers la gauche. Après avoir suivi plusieurs routes B, l'itinéraire revient à la route A811 dans l'autre sens, et dévie d'abord dans Gargunnock puis une seconde fois vers Cambusbarron via Touch Road, en passant près de Touch House. L'itinéraire retourne ensuite vers Stirling et est également utilisé pour le contre-la-montre féminin le lendemain. Toujours le deuxième jour, l'épreuve féminine junior se déroule sur une distance de 13,6 kilomètres, en suivant la route A811 jusqu'à la jonction avec Touch Road, avant de rebrousser chemin, en suivant la route vers Cambusbarron et l'arrivée dans le centre-ville de Stirling.
Le troisième jour, les hommes juniors s'affrontent sur un parcours de 23 kilomètres, empruntant la route A811 sur environ 10 kilomètres jusqu'à Gargunnock, avant de se diriger vers le village et de suivre les 13 derniers kilomètres du parcours masculin des moins de 23 ans. La dernière des courses, l'épreuve masculine, se déroule sur la plus longue distance de 48,1 kilomètres. Il suit le même parcours que l'épreuve masculine des moins de 23 ans pour le premier quart, avant de se diriger vers le village de Thornhill. Tournant à gauche vers le sud, l'itinéraire passe par la réserve naturelle nationale de Flanders Moss, avant de rejoindre la route A811 dans la même direction qu'auparavant. La course fait demi-tour avant d'atteindre le hameau d'Arnprior, en passant par Kippen puis en rejoignant finalement la route de Gargunnock à Stirling via Cambusbarron comme auparavant,.

## Programme
* Heure locale — UTC+01:00
| Date                                      | Horaires | Horaires | Événement                           | Ville départ | Ville arrivée | Distance | Tours |
| ----------------------------------------- | -------- | -------- | ----------------------------------- | ------------ | ------------- | -------- | ----- |
| Course en ligne                           |          |          |                                     |              |               |          |       |
| 5 août                                    | 10:00    | 12:00    | Junior femmes                       | Glasgow      | Glasgow       | 70,0 km  | 5     |
| 5 août                                    | 13:00    | 16:00    | Junior hommes                       | Glasgow      | Glasgow       | 127,2 km | 9     |
| 6 août                                    | 09:30    | 16:00    | Élite hommes                        | Édimbourg    | Glasgow       | 271,1 km | 10    |
| Contre-la-montre par équipes relais mixte |          |          |                                     |              |               |          |       |
| 8 août                                    | 13:00    | 16:00    | Relais mixte                        | Glasgow      | Glasgow       | 40,3 km  | 2     |
| Contre-la-montre individuel               |          |          |                                     |              |               |          |       |
| 9 août                                    | 14:30    | 17:00    | Moins de 23 ans hommes              | Stirling     | Stirling      | 36,4 km  | n/a   |
| 10 août                                   | 11:15    | 13:00    | Junior femmes                       | Stirling     | Stirling      | 13,6 km  | n/a   |
| 10 août                                   | 14:00    | 16:30    | Élite femmes Moins de 23 ans femmes | Stirling     | Stirling      | 36,4 km  | n/a   |
| 11 août                                   | 10:00    | 12:30    | Junior hommes                       | Stirling     | Stirling      | 23,0 km  | n/a   |
| 11 août                                   | 14:35    | 17:00    | Élite hommes                        | Stirling     | Stirling      | 48,1 km  | n/a   |
| Course en ligne                           |          |          |                                     |              |               |          |       |
| 12 août                                   | 12:00    | 16:00    | Moins de 23 ans hommes              | Balloch      | Glasgow       | 168,4 km | 7     |
| 13 août                                   | 12:00    | 16:00    | Élite femmes Moins de 23 ans femmes | Balloch      | Glasgow       | 154,1 km | 6     |

## Podiums

### Épreuves masculines
| Épreuves                             | Or                      | Or | Or             | Argent          | Argent | Argent     | Bronze             | Bronze | Bronze     |
| ------------------------------------ | ----------------------- | -- | -------------- | --------------- | ------ | ---------- | ------------------ | ------ | ---------- |
| Élites                               |                         |    |                |                 |        |            |                    |        |            |
| Course en ligne Résultats détaillés  | Mathieu van der Poel    | en | 6 h 7 min 27 s | Wout van Aert   | +      | 1 min 37 s | Tadej Pogačar      | +      | 1 min 45 s |
| Contre-la-montre Résultats détaillés | Remco Evenepoel         | en | 55 min 19 s    | Filippo Ganna   | +      | 12 s       | Joshua Tarling     | +      | 48 s       |
| Moins de 23 ans                      |                         |    |                |                 |        |            |                    |        |            |
| Course en ligne Résultats détaillés  | Axel Laurance           | en | 4 h 4 min 58 s | António Morgado | +      | 2 s        | Martin Svrček      | +      | 2 s        |
| Contre-la-montre Résultats détaillés | Lorenzo Milesi          | en | 43 min 0 s     | Alec Segaert    | +      | 11 s       | Hamish McKenzie    | +      | 50 s       |
| Juniors                              |                         |    |                |                 |        |            |                    |        |            |
| Course en ligne Résultats détaillés  | Albert Withen Philipsen | en | 3 h 6 min 26 s | Paul Fietzke    | +      | 1 min 19 s | Felix Ørn-Kristoff | +      | 1 min 19 s |
| Contre-la-montre Résultats détaillés | Oscar Chamberlain       | en | 28 min 29 s    | Ben Wiggins     | +      | 24 s       | Louis Leidert      | +      | 34 s       |

### Épreuves féminines
| Épreuves                             | Or                        | Or | Or              | Argent             | Argent | Argent | Bronze                  | Bronze | Bronze     |
| ------------------------------------ | ------------------------- | -- | --------------- | ------------------ | ------ | ------ | ----------------------- | ------ | ---------- |
| Élites                               |                           |    |                 |                    |        |        |                         |        |            |
| Course en ligne Résultats détaillés  | Lotte Kopecky             | en | 4 h 2 min 12 s  | Demi Vollering     | +      | 7 s    | Cecilie Uttrup Ludwig   | +      | 7 s        |
| Contre-la-montre Résultats détaillés | Chloé Dygert              | en | 46 min 59 s     | Grace Brown        | +      | 6 s    | Christina Schweinberger | +      | 1 min 13 s |
| Moins de 23 ans                      |                           |    |                 |                    |        |        |                         |        |            |
| Course en ligne Résultats détaillés  | Blanka Vas                | en | 4 h 6 min 46 s  | Shirin van Anrooij | +      | 0 s    | Anna Shackley           | +      | 0 s        |
| Contre-la-montre Résultats détaillés | Antonia Niedermaier       | en | 49 min 27 s     | Cédrine Kerbaol    | +      | 8 s    | Julie De Wilde          | +      | 29 s       |
| Juniors                              |                           |    |                 |                    |        |        |                         |        |            |
| Course en ligne Résultats détaillés  | Julie Bego                | en | 1 h 54 min 53 s | Cat Ferguson       | +      | 9 s    | Fleur Moors             | +      | 9 s        |
| Contre-la-montre Résultats détaillés | Felicity Wilson-Haffenden | en | 19 min 31 s     | Isabel Sharp       | +      | 17 s   | Federica Venturelli     | +      | 29 s       |

### Épreuve mixte
| Épreuves                                                         | Or | Or             | Argent | Argent | Bronze | Bronze |
| ---------------------------------------------------------------- | --- | -------------- | --- | ------ | --- | ------ |
| Contre-la-montre par équipes en relais mixte Résultats détaillés | Suisse- Stefan Bissegger - Stefan Küng - Mauro Schmid - Elise Chabbey - Nicole Koller - Marlen Reusser | en 54 min 16 s | France- Bruno Armirail - Rémi Cavagna - Bryan Coquard - Audrey Cordon-Ragot - Cédrine Kerbaol - Juliette Labous | + 7 s  | Allemagne- Miguel Heidemann - Jannik Steimle - Max Walscheid - Ricarda Bauernfeind - Lisa Klein - Franziska Koch | + 51 s |

## Tableau des médailles
| Rang  | Nation          | Or | Argent | Bronze | Total |
| ----- | --------------- | -- | ------ | ------ | ----- |
| 1     | Belgique        | 2  | 2      | 2      | 6     |
| 2     | France          | 2  | 2      | 0      | 4     |
| 3     | Australie       | 2  | 1      | 1      | 4     |
| 4     | Pays-Bas        | 1  | 2      | 0      | 3     |
| 5     | Allemagne       | 1  | 1      | 2      | 4     |
| 6     | Italie          | 1  | 1      | 1      | 3     |
| 7     | Danemark        | 1  | 0      | 1      | 2     |
| 8     | États-Unis      | 1  | 0      | 0      | 1     |
| 8     | Hongrie         | 1  | 0      | 0      | 1     |
| 8     | Suisse          | 1  | 0      | 0      | 1     |
| 11    | Grande-Bretagne | 0  | 3      | 2      | 5     |
| 12    | Portugal        | 0  | 1      | 0      | 1     |
| 13    | Autriche        | 0  | 0      | 1      | 1     |
| 13    | Norvège         | 0  | 0      | 1      | 1     |
| 13    | Slovaquie       | 0  | 0      | 1      | 1     |
| 13    | Slovénie        | 0  | 0      | 1      | 1     |
| Total | Total           | 13 | 13     | 13     | 39    |